# Dolichophaonia paranaensis
Dolichophaonia paranaensis är en tvåvingeart som beskrevs av Barros Barros de Carvalho 1993. Dolichophaonia paranaensis ingår i släktet Dolichophaonia och familjen husflugor. Inga underarter finns listade i Catalogue of Life.